# 격률
격률(格率, maxim)은 칸트 윤리설의 용어로서, 개인이 이렇게 하자, 저렇게 하자고 꾀하는 내용이다. 칸트는 “격률이, 동시에 누구에게나 통용되는가 어떤가를 생각하여 모든 사람이 해야 할 일이기 때문에 그것을 한다.”라는 곳에 바로 도덕적으로서의 선의 행위가 성립된다고 했다.

## 같이 보기
- 도덕률